# Болано
Бола̀но (на италиански: Bolano, на местен диалект Bolàn, Болан) е село и община в северозападна Италия, провинция Специя, регион Лигурия. Разположено е на 317 m надморска височина. Населението на общината е 7783 души (към 2012 г.).
Най-голямото селище на общината е градче Чепарана (Ceparana).